# Неа-Филаделфия-Неа-Халкидон
Не́а-Филаде́лфия-Не́а-Халкидо́н (греч. Δήμος Νέας Φιλαδέλφειας - Νέας Χαλκηδόνας) — община (дим) в Греции. Входит в периферийную единицу Центральные Афины в периферии Аттика. Население — 35 556 жителей по переписи 2011 года. Площадь общины — 3,65 квадратного километра. Плотность — 9741,37 человека на квадратный километр. Административный центр — Неа-Филаделфия. Димархом на местных выборах в 2014 году избран Аристидис Василопулос (Αριστείδης Βασιλόπουλος).
Община Филаделфия-Халкидон (Δήμος Φιλαδέλφειας - Χαλκηδόνος) создана в 2010 году (ΦΕΚ 87Α) по программе «Калликратис» при слиянии упразднённых общин Неа-Филаделфия и Неа-Халкидон. В 2017 году (ΦΕΚ 104Α) община переименована в Неа-Филаделфия-Неа-Халкидон.

## Административное деление
Община (дим) Неа-Филаделфия-Неа-Халкидон делится на 2 общинные единицы.